# マルメ
マルメ（スウェーデン語: Malmö [ˈmalːˈmøː] ( 音声ファイル), デンマーク語: Malmø [ˈmælmˌøˀ]）は、スウェーデン最南部のスコーネ地方にある都市。ストックホルムやヨーテボリに次いでスウェーデンでは3番目に多い人口を有するスカンジナビアの大都市の1つで、マルメ自治体とスコーネ県の行政的な中心である。都市のほとんどの行政区域はマルメ自治体で8つの地区に分かれており、2012年1月現在の人口は302,835人である。都市的地域の人口は2021年12月現在351,749人であった。
大マルメはスウェーデンで3つの公式に認められた都市圏 (storstadsområden) の1つで、2005年からマルメ市と他のスコーネ県南西部の11の自治体が定められている。2021年3月31日現在、人口は749,427人であった。都市圏は2522km²の範囲を占めている。これらの自治体にはマルメ自治体を始めとして、ブーレーヴ自治体、エースレーヴ自治体、ヘーエール自治体、シェーヴリンゲ自治体、ロンマ自治体、ルンド自治体、スクループ自治体、スタッファンストルプ自治体、スヴェーダーラー自治体、トレレボリ自治体、ヴェッリンゲ自治体が含まれる。ブーレーヴ自治体はマルメ都市的地域 (Malmö tätort) に含まれる。ルンド自治体の人口は10万人を超え、スカンジナビアの著名な大学であるルンド大学がありマルメと共に地域の経済や教育の中心である。
マルメはスカンジナビアの街の中では最初に産業化が進んだが、脱工業化ではその適応に苦しんだ。オーレスン・リンク（オーレスン橋）が建設されて以来、マルメは大きな変化を遂げる。印象的な建物の開発や、新しいバイオテクノロジーやIT企業の誘致などがあり、中でも特筆されるのは学生を惹きつけるマルメ大学である。市街には多くの歴史的な建物や公園が含まれ、そこにはスコーネ地方西部の商業の中心も含まれる。マルメではここ数年、大学が設立され、街は教育や芸術、文化に焦点を当てようとしている。2007年にマルメはアメリカのオンラインマガジングリストの「15の緑の都市」で4位にランクした。
マルメをコペンハーゲンの都市圏や大都市圏の一部と見なす向きもあり、エーレスンド海峡Øresund周辺の街で構成されていることからエーレスンド地域（スウェーデン語: Öresundsregionen, デンマーク語: Øresundsregionen）と呼ばれる。

## 歴史
マルメを含むスコーネ地方（Skåneland) は歴史的にはデーン人の勢力範囲でデンマークに属し、マルメは1275年に20km北東に離れたルンドの大主教の要塞化された埠頭や渡船場として創建されたと考えられている。もとの名称はマルムハウクMalmhaugで「砂利や小石の山」、「鉱石の丘」という意味であった。その後、発展しデンマーク有数の都市となった。

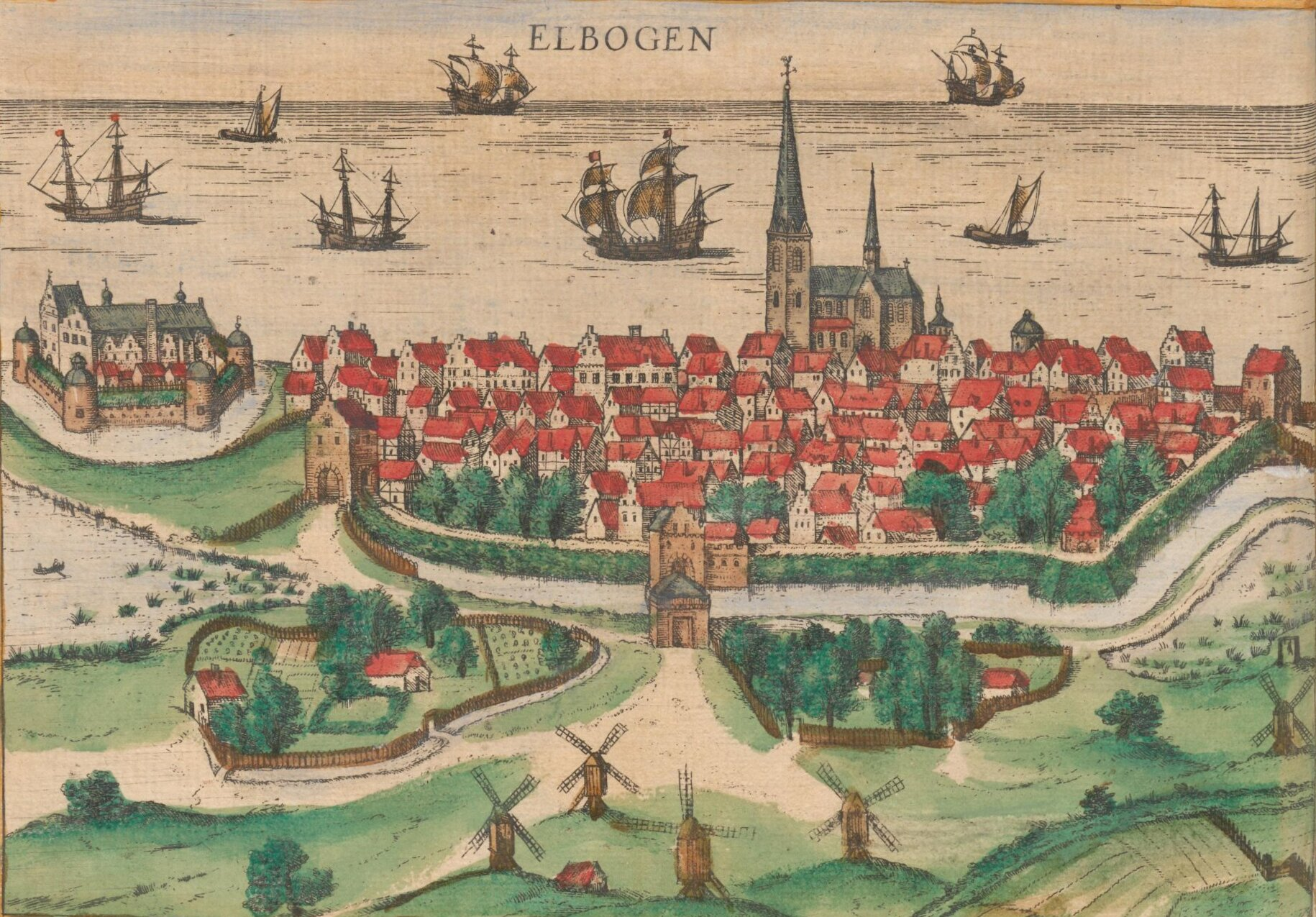
ドイツの地図書による1594年のマルメ。マルメ城は左端で、教会の塔は聖ペトロ教会。

15世紀、マルメはデンマーク最大の都市となり人口は約5,000人に達していた。エーレスンド海峡周辺では一番重要な街となり、ドイツのハンザ同盟の都市と共に活気があったニシン漁の注目される市であった。その間、1437年に都市の紋章がデンマーク王エーリク7世により与えられた。紋章はエーリク自身のアージェントにグリフォンとギュールズのポメラニアからの紋章を基礎としている。グリフォンの頭はマルメに与えられたが、結局スコーネ全体に広がった。
1434年、新しい城塞が街の南の砂浜に造られた。この城塞は今日ではマルメヒュースMalmöhusとして知られるが、16世紀半ばまでは今日の姿は表さなかった。いくつかの他の城塞も造られ、マルメはスウェーデンでは最も城塞化された都市であったが、現在ではマルメヒュースが残るだけである。ルーテル教会の教えは16世紀に広く行き渡り、マルメはスカンジナビアの都市の中では完全に改革された（1527～29年）最初の都市の1つであった。
17世紀、スコーネ地方はスウェーデンの支配に入った。戦いはまだ終わっていなかったが、1677年6月に14,000のデンマークの軍勢がマルメを1ヶ月包囲したがそれを保持していたスウェーデン軍を攻略することは出来なかった。この出来事は、1658年に署名されたロスキレ条約の後に起こっている。18世紀になる直前のマルメの人口は2,300人であった。しかしながら、カール12世の戦争と腺ペストの流行によって人口は1727年には1,500人に減少した。18世紀後半に近代的な港が建設されるまで、人口はあまり増加しなかった。街の拡大が始まると、1800年には38,054人の住民を擁した。

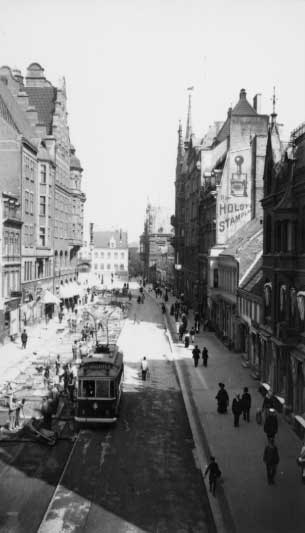
1913年のマルメ

1840年にコックムスの造船所が設立され、世界でも最大規模の造船所の1つになった。1856年から1864年の間に南部幹線鉄道Södra stambananが建設され、大きな織物産業や機械産業など製造業の中心となることを可能にした。1870年にマルメはノーショーピングを上回り、スウェーデンでは3番目に人口が多い都市になり1900年にマルメは60,000人の人口でその位置を固めた。マルメは20世紀前半を通して成長が続き、人口は1915年には10万人、1952年に20万人と急増した。
1970年代半ばにスウェーデンでは景気後退に遭い、工業部門である造船や製造業ではとくに深刻でスコーネの多くの都市では高い失業率に至った。コックムスの造船所は最大の雇用主としてマルメのシンボルになっていたが、1986年に造船が終わると政治家や庶民の間では将来のマルメに対する安心が急に落ちた。これに加えて、多くの中間層はヴェッリンゲ自治体やロンマ自治体、スタッファンストルプ自治体など周辺部の自治体の一戸建てに移り、郊外のアッパーミドルクラスとしてそれらを浮かび上がらせた。1985年、マルメは35,000人の人口を失い22万9,000人に低下した。
1990年代初期のスウェーデンの金融危機によってマルメの工業都市としての後退は悪化し、1990-95年の間に27,000の雇用が失われ経済は深刻な苦境に陥った。しかしながら、1994年に新しい市長であるイマール・レーポル下でマルメ市は文化と知識の中心として自らを再概念化し、1995年には底を打ち同年、大規模なエーレスンド橋プロジェクトの開始が明らかになった。新しいマルメ大学が1998年に以前のコックムスの波止場周辺に開設され、今では使われなくなった南-西部の港の更なる再開発が行われた。都市建築博覧会であるBo01が2001年に再開発エリアで開催され、建物やヴィラはミドルクラスや魅力的なウォーターフロントの眺望を目的とした新しいコアとなる市街を形成している。
1974年以来、マルメのランドマークであり街の製造業のシンボルであったコックムス・クレーンは、2002年に分解され韓国に移された。2005年にマルメではコンペで新しいランドマークであるスカンジナビア一高いターニング・トルソが完成した。一方で製造業を基盤とする都市の経済からの転換はマルメに成長を取り戻したが、それは主に裕福な層が既に多少の恩恵を受けていた。街の中心はジェントリフィケーション（都市において比較的貧困な層が多く住む停滞した地域）が存在し、アッパーミドルクラスは港の西側の再開発エリアに居住しておりミリオンプログラム（1960年代後半から1970年代前半にスウェーデン政府が進めた手頃な価格の住宅政策）の地区の住民はほとんど変わらなかった。マルメでは街の鋭い社会分断や高い失業率が残っている。
政治家たちは2010年11月にマルメ市で「社会的に持続可能なマルメのための委員会」の設立を決め、特に弱くて不利な条件に置かれた人々のために、委員会活動では保健に関した不平等を減らすことや恵まれない人々や弱者など全てのマルメ市民の生活状況の改善など根拠に基づく戦略を提案することになっている。

## 地理
マルメはデンマークを含めたエーレスンド地域の一部である。2000年からエーレスンド海峡を横断するオーレスン橋により、デンマークのコペンハーゲンと結ばれている。橋の開業が2000年7月1日で、橋と海底トンネルで構成されたオーレスン・リンクの長さは16km、橋の長さは8kmで斜塔は204.5mに達する。さらに北側のヘルシンボリとデンマークのヘルシンゲルの間にはフェリー航路があるが、ほとんどの航路は橋の開通後に廃止されている。

### 気候

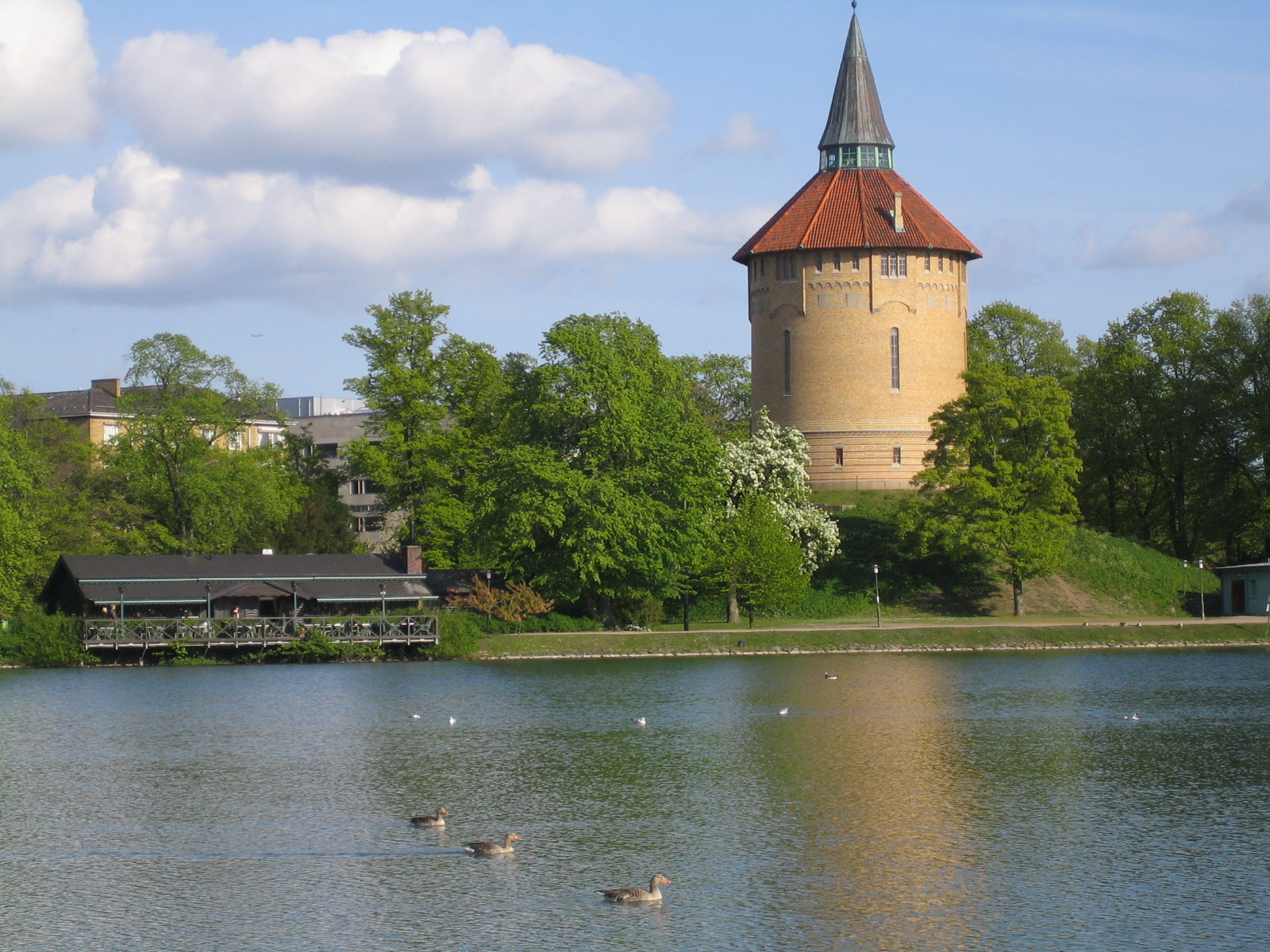
ピルダムス公園と古い貯水塔

マルメはスウェーデン南部の他の地域と同様に海洋性気候である。気候は同緯度や南側にある地域よりも穏やかであり、これはメキシコ湾流の影響による。高緯度に位置していることから、真夏の日中の時間は17時間にもなるが冬は7時間である。夏は暖かく快適で平均最高気温は 20 - 21℃、最低気温は 11 - 13 ℃であるが、時折25 °C (77 °F)を超える熱波が来ることもある。冬期は比較的寒く気温は -3 - 4℃程度で、希に−10 °C (14 °F)以下になることもある。
1年に169日間程度は降水があり、年間を通じて少なく穏やかである。
| マルメの気候                            | マルメの気候 | マルメの気候 | マルメの気候 | マルメの気候 | マルメの気候 | マルメの気候 | マルメの気候 | マルメの気候 | マルメの気候 | マルメの気候 | マルメの気候 | マルメの気候 | マルメの気候 |
| 月                                      | 1月          | 2月          | 3月          | 4月          | 5月          | 6月          | 7月          | 8月          | 9月          | 10月         | 11月         | 12月         | 年           |
| --------------------------------------- | ------------ | ------------ | ------------ | ------------ | ------------ | ------------ | ------------ | ------------ | ------------ | ------------ | ------------ | ------------ | ------------ |
| 平均最高気温 °C （°F）                  | 2 (36)       | 2 (36)       | 5 (41)       | 10 (50)      | 16 (61)      | 20 (68)      | 21 (70)      | 21 (70)      | 17 (63)      | 12 (54)      | 7 (45)       | 4 (39)       | 11.4 (52.5)  |
| 平均最低気温 °C （°F）                  | −3 (27)      | −3 (27)      | −1 (30)      | 2 (36)       | 7 (45)       | 11 (52)      | 13 (55)      | 12 (54)      | 10 (50)      | 7 (45)       | 3 (37)       | −1 (30)      | 4.8 (40.6)   |
| 降水量 mm （inch）                      | 49 (1.93)    | 30 (1.18)    | 40 (1.57)    | 38 (1.5)     | 41 (1.61)    | 52 (2.05)    | 61 (2.4)     | 58 (2.28)    | 59 (2.32)    | 57 (2.24)    | 61 (2.4)     | 58 (2.28)    | 604 (23.78)  |
| 平均降水日数                            | 17           | 13           | 14           | 12           | 12           | 12           | 14           | 13           | 14           | 15           | 17           | 16           | 169          |
| 出典：World Weather Information Service |              |              |              |              |              |              |              |              |              |              |              |              |              |

## 交通

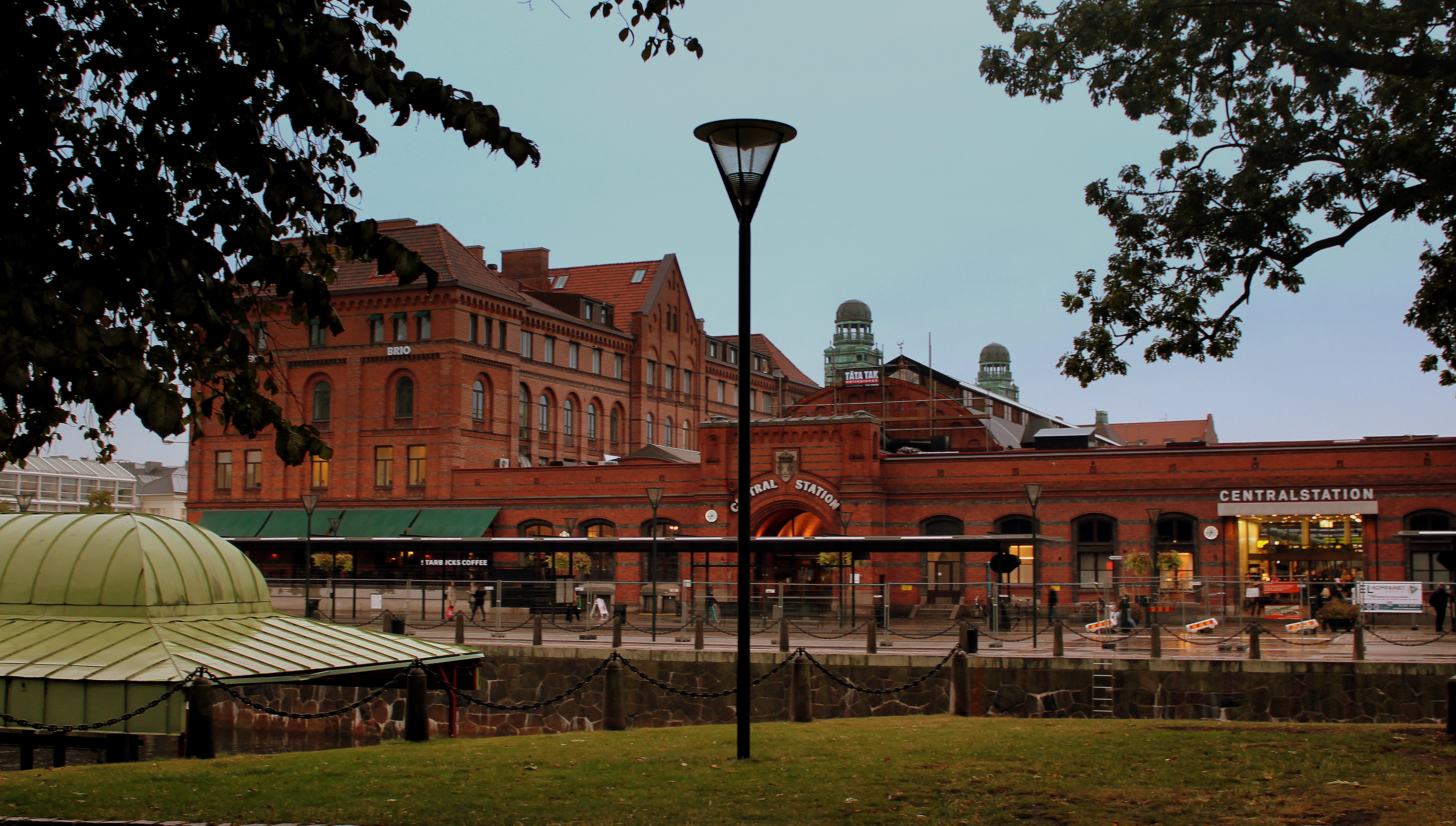
マルメ中央駅

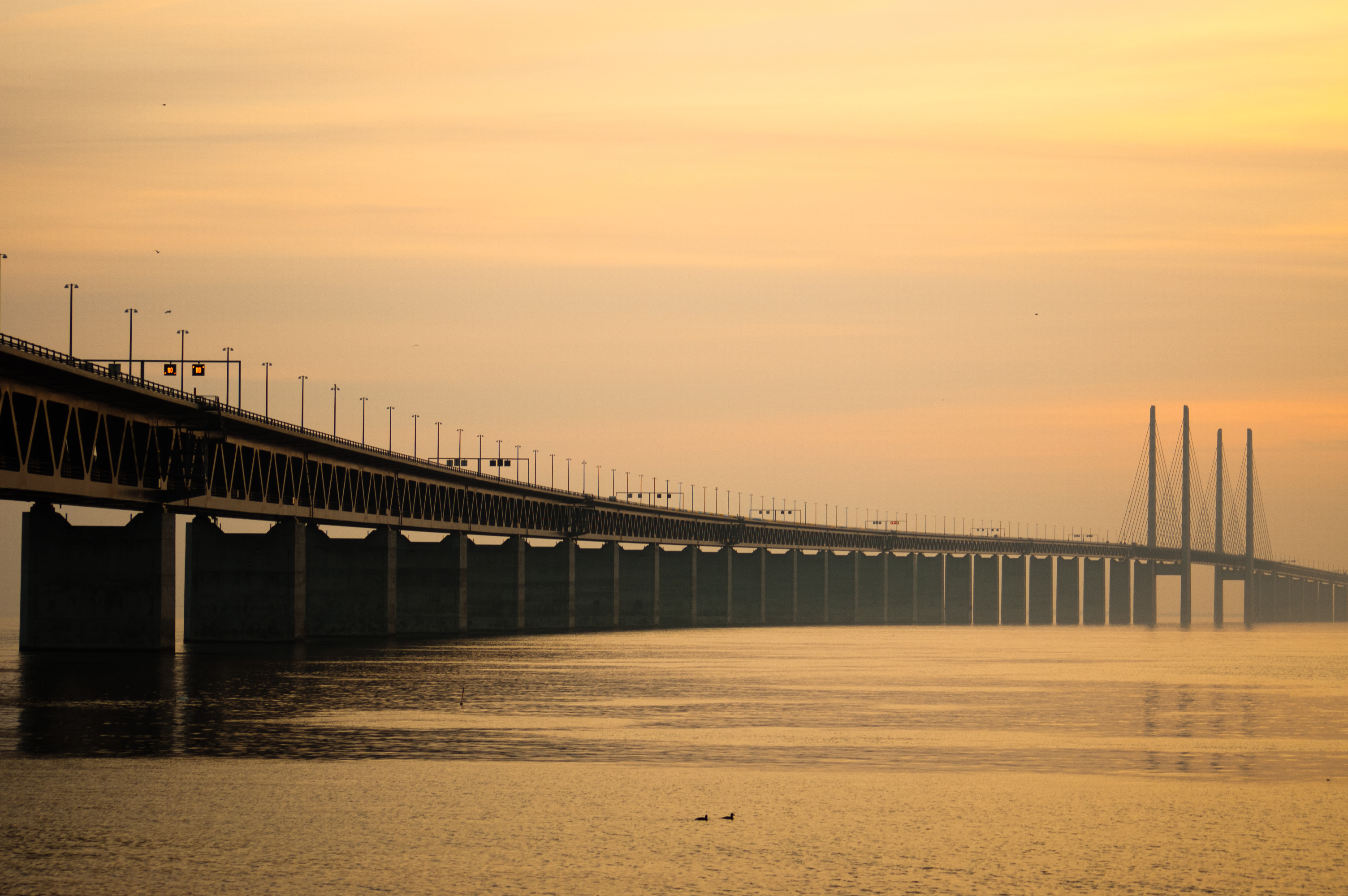
エーレスンド橋はスウェーデンとデンマークを結んでいる

### 鉄道
エーレスンド橋と海底トンネルを通るオーレスン・リンクはラッシュ時には10分毎、それ以外は20分毎運行されマルメとデンマークのコペンハーゲンやコペンハーゲン国際空港を結んでいる。また、SJ2000やインターシティなどの都市間列車はストックホルムやヨーテボリ、カルマル、連絡橋を渡りコペンハーゲン国際空港にも停車する。マルメ中心部にはシティ・トンネルと呼ばれる新しい鉄道用トンネルが2010年12月4日に開業した。トンネルはマルメ中央駅の地下からトリアンゲルンを通りヒリー駅へ続き、地上に出てエーレスンド橋とを結び効果的にマルメ中央駅をターミナル式の行き止まり駅から通過型の駅に変えた。

### 空港
コペンハーゲン国際空港に加えて、マルメにもマルメ空港があり今日では主に格安航空会社 (LCC) やチャーター便、スウェーデン国内の路線が就航している。

### 道路
高速道路網はエーレスンド橋と一体化しておりE20号線 (E20) は橋を渡っている。E6号線 (E6) はスウェーデン西岸をマルメからヨーテボリを通りイエテボリ方面へ向かう。E6はさらに西海岸を進みバレンツ海を臨むノルウェーの街キルケネスに達する。E65号線はイースタッド方面へ通じ中央ヨーロッパやバルカン半島を経由しギリシャのハニアに達する。マルメには410kmの自転車道が整備され約40%の通勤通学に利用されている。

### 港湾
マルメには2つの工業港があり、そのうちの1つは今でも活発に使われ北欧最大の車の輸入港である。また、公共のリムハムンマリーナLimhamn Marina（北緯55度35分 東経12度55分 / 北緯55.583度 東経12.917度）と私営のラグネンLagunenの2つのマリーナがあり両方とも限られた数のゲストドックを提供している。

## 行政

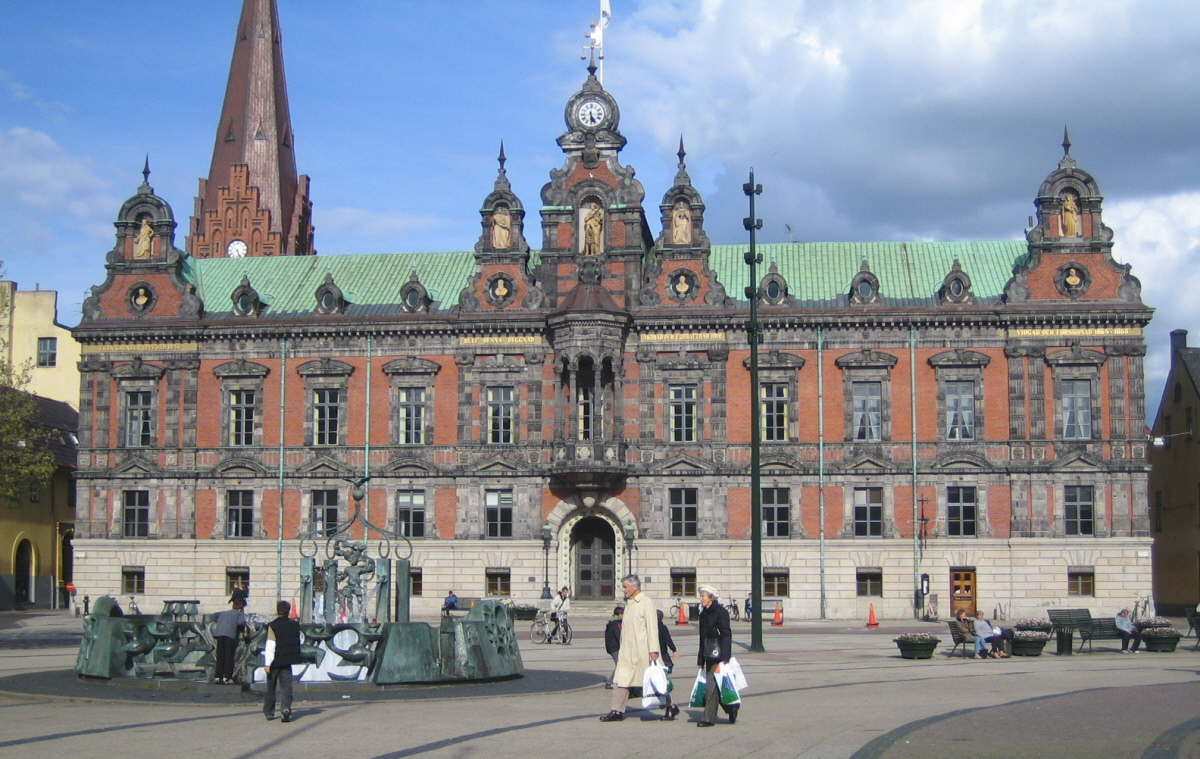
マルメ市庁舎

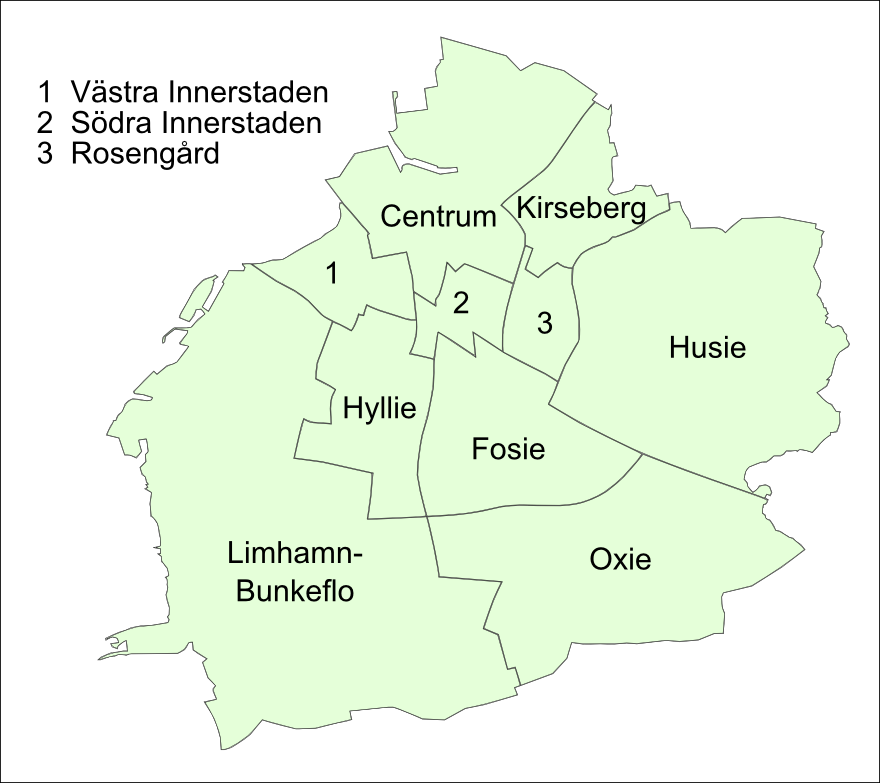
マルメの地区

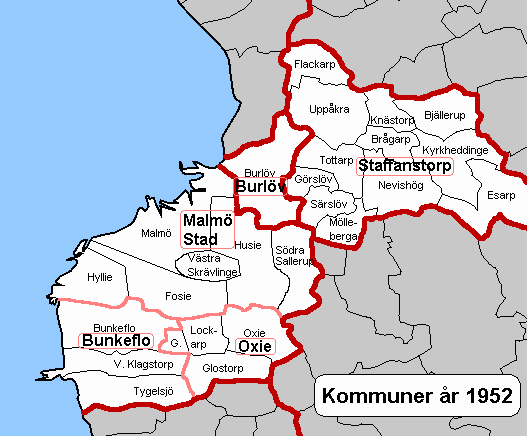
マルメとブーレーヴの位置

マルメ自治体はマルメ市とその周辺で構成され地理的に定義された行政単位である。
マルメ都市的地域Malmö tätortは自治体の市街を他のブーレーヴ自治体のアレーヴの町と構成している。両自治体にはまたオッキシアやウーカルプのような小さなスウェーデンの都市的地域や村落が含まれる。
Malmö tätortはマルメ市Malmö stadからは区別され、準公式の名称であるマルメ自治体である。

## 人口動態
マルメは若い都市で、人口のほぼ半分 (48%) は35歳以下である。マルメはまたスカンジナビアではムスリムの人口比率が最高で人口の25%にあたる約75,000人はイスラム文化を背景としている。さらに、スウェーデンの中では移民を素地とする人々の割合が高く、人口の41%は外国を素地としており30%は外国生まれで11%はその親からスウェーデン国内で出生した人々である。中東やアフリカの角、以前のユーゴスラビア、デンマークなどが主な移民の出身地である。
1971年以降、マルメの人口は265,000人から1985年には229,000人に減少した。
2010年12月のマルメの都市的地域の人口は280,415人であった。人口は減少していたが以前の記録に達し、その後増加に転じ2003年1月の国勢調査では以前の記録を超え、265,481人であった。2011年4月27日にマルメの人口は300,000人に達している。
2009年現在、マルメはスウェーデンの自治体の中では4番目に外国出身者の割合が高い自治体であるこれに加えて、人口の14%は外国人である。
移民の10大グループは国別で以下の通りである。
1. イラク (9,940)
2. デンマーク (8,972)
3. ユーゴスラビア（セルビア・モンテネグロ）(8,426)
4. ポーランド (7,053)
5. ボスニア・ヘルツェゴビナ (5,969)
6. レバノン (3,780)
7. イラン (3,375)
8. トルコ (2,110)
9. ハンガリー (2,038)
10. ルーマニア (2,014)

2011年には174カ国、150の言語がマルメでは見受けられる。

## 経済
マルメの経済は伝統的には造船（コックムス）とコンクリート工場など建設に関連した工業である。地域の主要な大学はハイテクや製薬産業と関連し、北東に16km離れたルンドにある。その結果、マルメは1970年代半ばに続く問題を抱えた経済状況にあった。1990-1995年の間には27,000の雇用が失われ10億スウェーデン・クローナを超える予算不足にあった。しかしながら、ここ数年では経済は回復してきている。主に経済に貢献している要素には、オーレスン橋によってもたらされたデンマークとの経済的な一体化にある。また、1998年に大学が設立や欧州連合への統合も経済にはいい影響となっている。2004年のマルメの賃金労働者の割合は63%で、他の都市はストックホルムの74%、ヨーテボリの71%であった。これは2007年にマルメがスウェーデンでは9番目に中間所得層が低いこと（281位）に至っている。
2005年現在、マルメの大企業には以下の企業がある。
- スカンスカ（英語版） – 建設・都市開発: 3,025人
- ISS Facility Service AB – 病院サービス, 清掃, 他.: 1,725人
- E.ON スウェーデン（英語版） – 電力: 1,025人
- シズベンスカン（英語版） – 新聞社: 1,025人
- ポーゲン（英語版） – ベーカリー: 975人
- セアヴス（英語版） – ソフトウェア開発: 515人

30社の企業はマルメに本社を移したのは比較的最近のことで、これにより2,300人の雇用が生み出された。マルメで創業する企業のレベルは高く、日に7社が創業している。2010年の企業数の更新は13.9%に達し、ストックホルムやヨーテボリを上回っている。交通や金融、ビジネスサービス、娯楽や余暇、建設はマルメで企業の利益が増している産業に含まれる。

## 教育
マルメにはスウェーデンでは8番目に大きな高等教育機関で1998年に設立されたマルメ大学があり、2011年現在1,500名のスタッフと24,000人の学生が在籍している。
これに加えて、1666年に設立されたルンド大学の教育機関の一部がマルメにある。
- マルメ芸術アカデミー (Konsthögskolan i Malmö)
- マルメ音楽アカデミー (Musikhögskolan i Malmö)
- マルメ演劇アカデミー (Teaterhögskolan i Malmö)
- 医学部はマルメ、ルンド両方にある。

国連の世界海事大学もまたマルメに位置している。海事大学 (WMU) は国際海事機関 (IMO) の下に運営される国連の独立専門機関である。

## 文化
マルメの印象的な描写は映画監督ボー・ヴィーデルベリの興味深いデビュー作であるKvarteret Korpen (1963) で大部分のショットはマルメのみすぼらしい韓国人労働者階級の地区でユーモアと愛情で、階級や世代間の緊張を描写している。この映画は1965年にアカデミー外国語映画賞にノミネートされた。

### 演劇

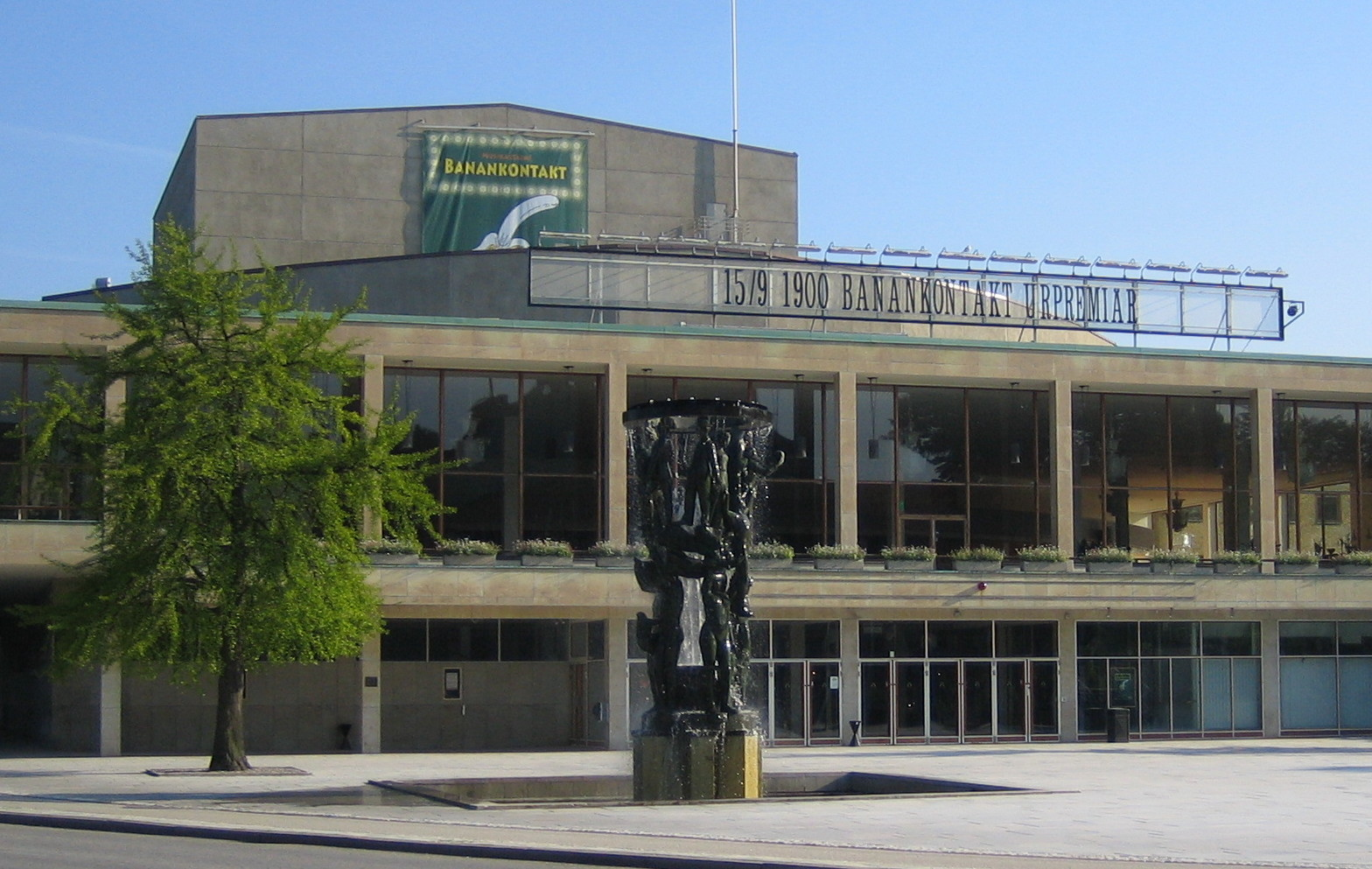
マルメオペラ

1944年に市内では最も長く続く文化的な中心の1つであるマルメ市立劇場 (Malmö Stadsteater) が出来、レパートリー・シアターと舞台劇場の両方を兼ね備え、オペラ、ミュージカル、バレット、音楽リサイタル、演劇に関した試みなどが行われていた。1993年に演劇場 (Dramatiska Teater) とマルメミュージックシアター (Malmö Musikteater)、スコーネダンスシアター (Skånes Dansteate) 3つの部門に分けられ、それまでの名称も廃止された。
演劇場以外は所有権がリージョンスコーネに移されたが、2006年にDramatiska Teaternは古い名称を保った。1950年代イングマール・ベルイマンは映画監督とマルメ市立劇場の最高舞台監督で、マックス・フォン・シドーやイングリッド・チューリンなど多くの俳優が彼の映画を通じてスターダムに駆け上った。後の舞台監督にはスタファン・ヴァルデマー・ホルムやヨーラン・スタンゲルツが含まれる。マルメミュージックシアターはマルメ歌劇場Malmö Operaに改称され、オペラやミュージカルなど新旧のものが公演され、1,511席を備えるスカンジナビアでは最大級の歌劇場の1つである。スコーネダンスシアターは現代の舞踏のレパートリーを公演し、スウェーデンや国際的な振り付け師が活躍しておりマルメ港にある。1970年代以来、マルメには多様で様変わりする独立した演劇グループやいくつかの演劇や音楽の団体がある。豊かなロックやダンス、ダブの文化があり、1960年代にはローリング・ストーンズがKlubb Bongoで演奏し、近年ではモリッシー、ニック・ケイヴ、B.B.キング、パット・メセニーのようなスターが繰り返し訪れている。

### 美術館
2009年12月26日に古いローセウム（Rooseum、現代美術センター。2006年に一時閉鎖。）の建物にストックホルム近代美術館が分館として新たに近代美術館を開館させた。近代美術館の収蔵品の中には取り分けマルセル・デュシャンやルイーズ・ブルジョワ、パブロ・ピカソ、ニキ・ド・サンファル、サルバドール・ダリ、キャロリー・シュニーマン、アンリ・マティス、ロバート・ラウシェンバーグの主要な作品がある。マルメ市立美術館はヨーロッパ最大級の現代美術の展示施設で1975年に開館している。

### 建築物

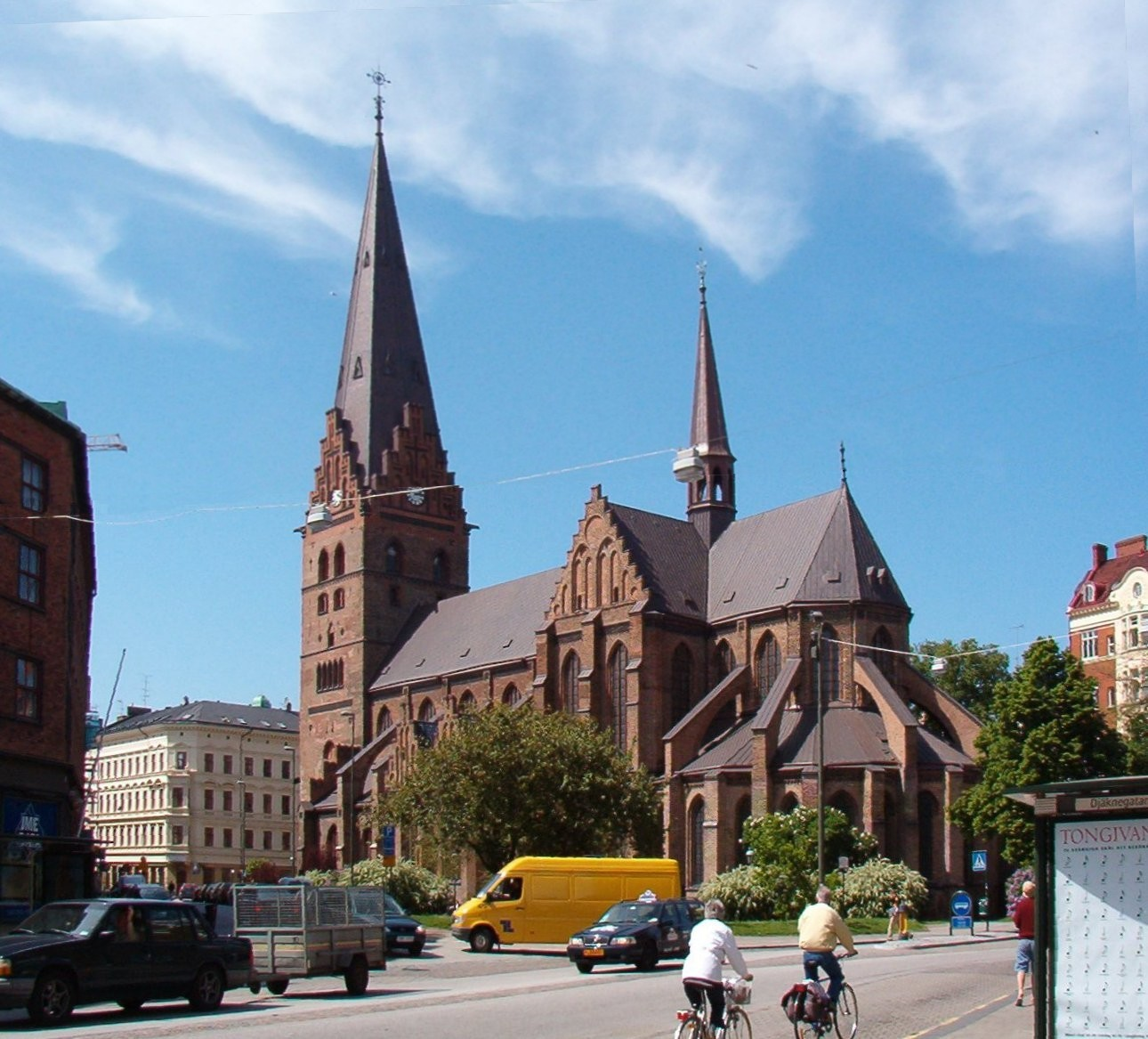
聖ペトロ教会

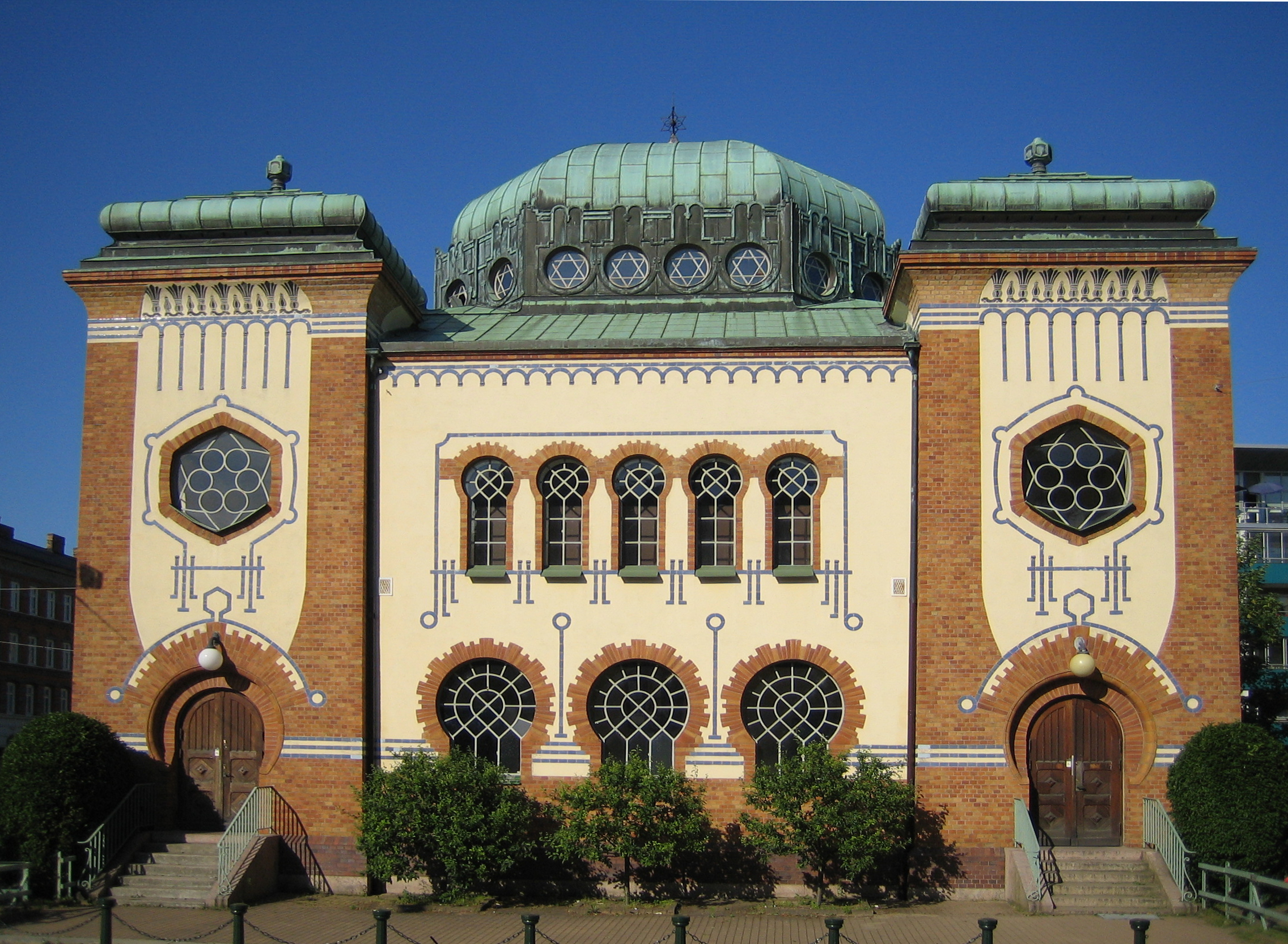
アール・ヌーボー様式のマルメ・シナゴーグ。

マルメで一番古い建物は、聖ペトロ教会で、14世紀初期にバルト・ブリック・ゴシック様式でおそらくリューベックにあるリューベック聖母教会の後に建てられた。教会には身廊と2つの側廊、翼廊、塔で構成されている。外部は側廊や回廊の上に渡っている控え壁のアーチが特徴付けている。塔は15世紀に2度落ちており、現在見られるのは1890年のものである。
他の古い建築物にはTunneln 300メートル (1,000 ft) があり聖ペトロ教会の西にあり、1300年頃に遡る。マルメの後退は何世紀か続き、それに続く拡大は19世紀半ばでモダンな石とレンガの街へと至った。拡大は20世紀に入ってからも続き、多くのアール・ヌーヴォーの建物が見ることが出来るようになりその中にはマルメシナゴーグも含まれる。マルメでは1930年代の機能主義による近代的な
共同住宅建築の影響は比較的遅かった。1965年頃にスウェーデン政府はいわゆるミリオンプログラムに着手し、スウェーデンの主要都市の郊外に手頃な価格の住宅を提供しようとした。
近年では大胆でより多文化的な建築物を見ることが出来る。ヴェストラ・ハムネン地区は市中心部の北側の港のように産業化されていた。市街地からは離れた場所であったが、2001年に高級住宅地区として再開発が始まった。1998年にマルメ大学が、2001年にBo01の展示会施設が開設された。展示会には主にエネルギーの面での自給自足出来る住宅の開発、大幅にリンの排出量を減少させる2つの主な目的があった。新しい建物にはターニング・トルソも含まれ壮観な捻れの摩天楼は 190メートル (620 ft) の高さがありほとんどは住宅として使われている。この建物はすぐにマルメのランドマークになった。

### 他の見どころ
リバースボルクRibersborgのビーチは地元ではリバンRibbanと呼ばれ、港湾地区の南西に位置し人工の浅瀬のビーチでマルメの沿岸部に沿って延びている。マルメは寒い気候であるが、時折「マルメのコパカバーナ」（Malmös Copacabana）と呼ばれることもある。ビーチには1890年代にリバースボルク野外浴場が開かれた。港の西側には長い遊歩道Scaniaparken、Daniaparkenがあり、マルメの人々のための新しい夏の溜まり場や海水浴の場所になっている。

### イベント
1914年にバルト博覧会が開催され、博覧会ではスウェーデンやデンマーク、ドイツ、ロシアの産業や芸術、工芸で構成されていた。
毎年8月の第3週にはマルメフェスティバルMalmöfestivalenが開催され、マルメの通りには様々な種類の料理やイベントとで満たされる。マルメ青少年国際映画祭 (BUFF) は毎年3月に開催されている。
1992年にはマルメでは前年にイタリアのローマで開催されたユーロビジョン・ソング・コンテスト1991で、カローラ・ヘグクヴィストが優勝したことからユーロビジョン・ソング・コンテスト1992の開催地になった。マルメは2012年にアゼルバイジャンのバクーで開催されたユーロビジョン・ソング・コンテスト2012でスウェーデンの歌手ロリーンが優勝した後、2013年に再びユーロビジョン・ソング・コンテストの開催地に選ばれ、新しいマルメ・アリーナで開催された。
また、ノルディック競技の会議がマルメでは4月、5月に毎年開催されている。会議の行事自体は採用や試合の博覧で構成され、多くの競技のプロを毎年ひき付けている。マルメではその他にも様々な異なったコンテストやイベントが市中心部のトントレEntréで開催され、これらにはスウェーデン版のオクトーバーフェストやファッションショーなどがある。

### メディア
シズヴェンスカン（Sydsvenskan）は1870年に創刊したマルメでは最大の日刊紙で、平均して13万部を発行している。競合する地域の日刊紙にはSkånska Dagbladetがあり、こちらは3万4,000部を発行している。これらの日刊紙に加えて無料の新聞があり、大体は、エンターテイメントや音楽、ファッションを扱いローカル版である。（City, Rodeo, Metro, Nöjesguidenなど）マルメにはデンマーク系のメディアグループ、エグモントグループがありスウェーデン語の雑誌を発行している。多くの地元や地域のラジオやテレビ局は大マルメ地域を基盤としている。

### スポーツ

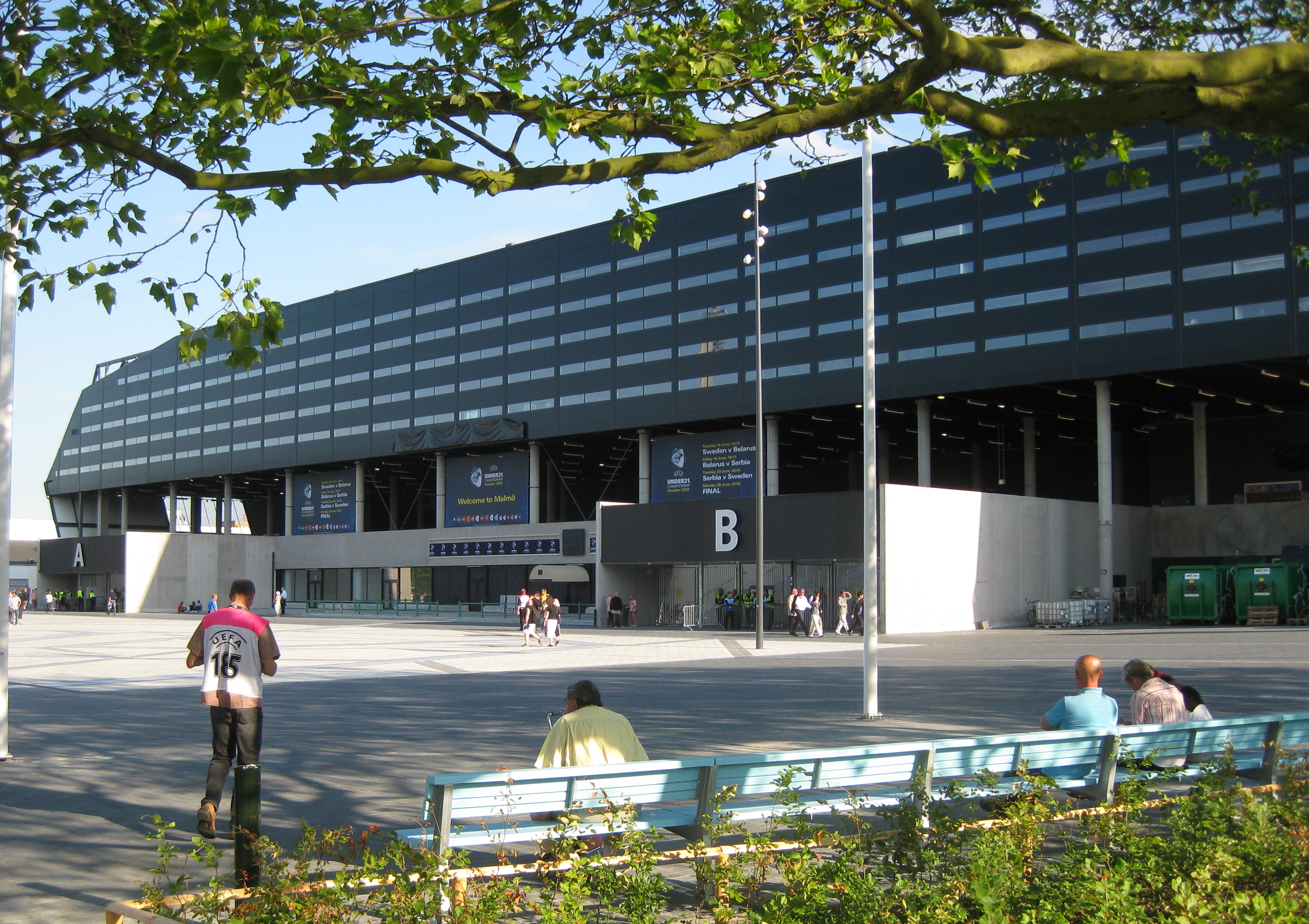
マルメFFのホームのスウェドバンク・スタディオン。

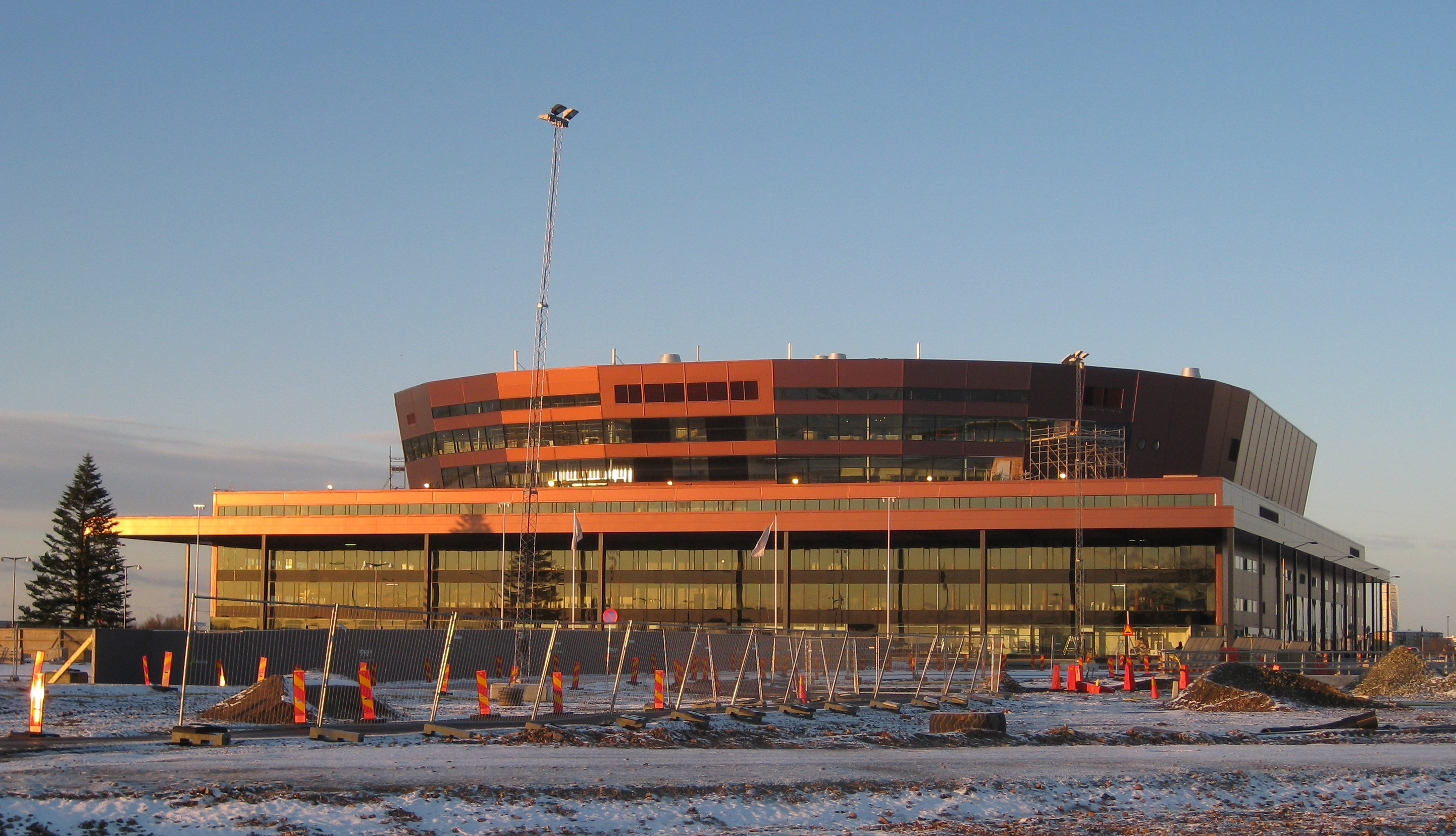
マルメ・レッドホークスのホームであるマルメ・アリーナ。

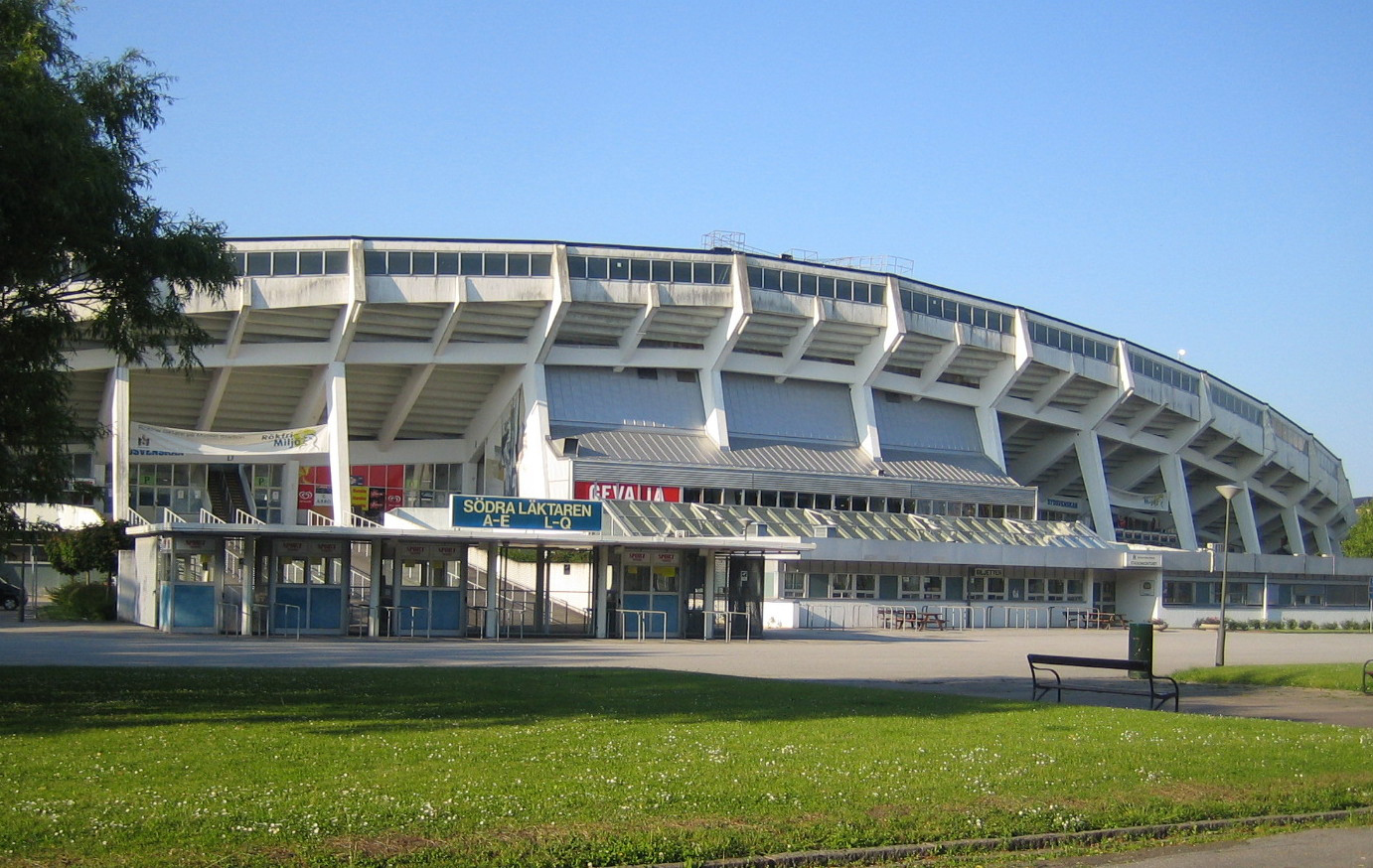
マルメFFの以前のホームであったマルメ・スタディオン。

スウェーデン南部のスポーツはサッカーが優勢で、長年の市内の最高のサッカークラブチームはマルメFFでトップリーグのアルスヴェンスカンでプレーしている。マルメFFが一番成功した時代は1970年代と1980年代で、何度かリーグ優勝を果たした。1979年にUEFAチャンピオンズリーグでASモナコ、FCディナモ・キーウ、ヴィスワ・クラクフ、FKアウストリア・ウィーンを破り決勝に進出したが、ノッティンガム・フォレストFCにミュンヘン・オリンピアシュタディオンでハーフタイム直前のトレヴァー・フランシスの上げた1得点により敗れた。これは現在まで、唯一決勝に勝ち進んだスウェーデンのサッカークラブである。ズラタン・イブラヒモビッチはマルメFFでプロサッカー選手のキャリアをスタートさせた。マルメを拠点とするサッカークラブチームにはIFKマルメがあり、スウェーデンのトップリーグで20年間活躍しヨーロッパカップでは準決勝まで進んだことはクラブの歴史で最大の成果であったが、現在ではスウェーデンの6部リーグに留まっている。他のマルメを拠点とするサッカークラブにはIFKリムハムン・ブンケフローやIFKローゼンゴードがあり両チームとも3部リーグのDivision 1 Southでプレーしている。マルメはスウェーデンで開催されたUEFA U-21欧州選手権2009の4都市のうちの1つで、スウェドバンク・スタディオンで決勝が行われている。
他のスポーツで最も注目されるチームはアイスホッケーのマルメ・レッドホークスである。チームは大富豪のパーシー・ニルソンPercy Nilssonにより創設されすぐに高順位に位置し、1990年代前半から半ばまで2度スウェーデンの選手権で優勝しているがその後は低迷している。2013年12月26日から2014年1月5日にかけてIIHF世界ジュニアアイスホッケートーナメントが開催される。マルメにはまた、1部リーグでプレーするハンドボールチームのHKマルメアメリカンフットボール、オージーフットボールのチームがあるが、唯一ハンドボールだけが多くの観衆を集めている。ゲーリックフットボールもマルメではプレーされており、新しいクラブであるMalmö G.A.A.はスカンジナビア選手権に2009年に出場し、2011年に再び出場している。団体競技でないスポーツではバドミントンや陸上競技が東アジアの武術やボクシングと共にもっともポピュラーである。バスケットボールもかなりマルメでは大きなスポーツでMalbasやSF Srbijaをはじめとするクラブチームがある。

## ゆかりの人物
- アニタ・エクバーグ - 女優
- イリル・ラティフィ - レスリング選手、総合格闘家
- ズラタン・イブラヒモビッチ - サッカー選手
- ルーカス・ムーディソン - 映画監督
- ミカエル・ペルンフォルス - テニス選手
- エイドリアン・アーランドソン - クレイドル・オブ・フィルスのドラマー
- ジョニー・ヤコブセン - 歌手「カリート」
- ホーカン・ハーデンベルガー - トランペット奏者
- トーレ・ヨハンソン - 音楽プロデューサー
- カーディガンズ - ポップバンド
- トランポリンズ - ロックバンド